# Industria mineraria dell'Angola
L'industria mineraria dell'Angola è un'attività dal grande potenziale economico, dato che il Paese ha una delle più grandi e delle più diversificate ricchezze minerarie dell'Africa. L'Angola è il terzo produttore di diamanti dell'Africa e ha scoperto solo il 40% dei territori con diamanti, ma ha ancora difficoltà nell'attirare investimenti stranieri a causa della corruzione, delle violazioni dei diritti umani, e dei furti di diamanti. La produzione è salita del 30% nel 2006 ed Endiama, l'agenzia nazionale dei diamanti nell'Angola, si aspetta un aumento della produzione dell'8% nel 2007 fino ad arrivare a produrre 10.000.000 di carati (2.000 kg) all'anno. Il governo sta provando ad attrarre compagnie straniere alle province di Bié, Malanje e Uíge. L'Angola è stata anche storicamente uno dei maggiori produttori di ferro.